# Florence Giust-Desprairies
Pour les articles homonymes, voir Desprairies.
Florence Giust-Desprairies est psychosociologue clinicienne et professeure émérite de psychologie sociale clinique à l'université Paris Diderot. Elle est membre fondateur, en 1993, puis présidente de 2003 à 2013, du CIRFIP. Elle est co-rédactrice en chef de la Nouvelle Revue de psychosociologie depuis 2019.

## Parcours universitaire
Florence Giust-Desprairies participe en 1974 à la création du centre de formation continue de l’université Paris 13 et à la mise en place des enseignements en sciences humaines. Parallèlement à ses fonctions universitaires d’enseignement et de responsable de formation, elle intervient dans les organisations pour des régulations institutionnelles et un accompagnement des équipes professionnelles en situations de crise.
Elle réalise en 1986 une thèse de doctorat en psychologie sociale clinique, intitulée L'Imaginaire collectif : entre les représentants psychiques et les représentations sociales, à l'université Paris VIII-Vincennes-Saint-Denis, sous la direction d'Odile Bourguignon puis, en 2001, dans la même université, elle présente une note de synthèse pour l'habilitation à diriger des recherches intitulée Contribution épistémologique à une clinique psychosociale.
Elle est maître de conférences à l’université Paris 13 puis à l'université Paris 8. Elle est nommée professeur à Paris 8, avant de rejoindre l’université Paris Diderot, où elle devient professeure à l’UFR de sciences sociales et responsable des recherches en psychologie sociale clinique et psychosociologie de l’intervention. Elle est ensuite professeure émérite.

## Responsabilités scientifiques et éditoriales
Florence Giust-Desprairies est membre fondateur, en 1993, et présidente de 2003 à 2013, du Cirfip, Centre international de recherche, formation et intervention en psychosociologie. Sous son impulsion, le Cirfip organise un colloque international sur « Un demi-siècle de psychosociologie. Héritages et perspectives » qui a eu lieu à l’ESCP à Paris. Elle contribue à la réalisation du Vocabulaire de psychosociologie. Références et positions, conçu dans le cadre du Cirfip, en traitant les notions suivantes : « Analyse de discours », « Crise », « Représentation », « Imaginaire » et l'article consacré à Cornelius Castoriadis.
Elle participe aux revues éditées par le Cirfip, d'abord la Revue internationale de psychosociologie (1994), puis la Nouvelle Revue de psychosociologie (2006), dont elle est depuis ses débuts membre du comité de rédaction. Elle devient co-rédactrice en chef de la revue en 2019. Elle coordonne plusieurs numéros : L'Angoisse du risque et les paradoxes de la responsabilité (2006), Crise du système scolaire ou crise de société ? (2010), , Risques psychosociaux, une nouvelle catégorie sociale ? (2010), L’Événement, accident ou promesse ? (2015),  et Faire société autrement ? (2019). 
En 2013, elle dirige avec Vincent de Gaulejac deux ouvrages concernant les recherches du Laboratoire de changement social dont elle est co-responsable avec lui : Le laboratoire de Changement social 40 ans d’histoire et La recherche en sciences sociales.
Elle est également co-responsable des collections Changement Social et L’époque en débat, et membre du Réseau international de recherche sur Imaginaire social et Création (Cahiers Castoriadis, Bruxelles). Elle participe aux symposiums cliniques du REF, réseau international de Recherche en éducation et formation, coordonnés par Mireille Cifali et des collègues universitaires et cliniciens.

## Orientations de recherche
Ses recherches  s’inscrivent dans une approche clinique psychosociale, comprise comme l’étude de l’expérience des individus ou des groupes en situation sociale. Il s’agit de saisir les relations dynamiques et réciproques entre processus subjectifs et constructions sociales. L’attention se porte tout particulièrement sur la mise en image et en sens de cette expérience, telle qu’elle se donne à écouter, à partir d’une demande d’aide ou d’accompagnement de situations de crise ou de malaise.
Elle développe, tout particulièrement, une clinique de l’imaginaire dans le prolongement de la pensée de Cornelius Castoriadis, en s’attachant à l’analyse des instances intermédiaires que sont les groupes, les organisations et les institutions, comme réalité habitée. Sa contribution spécifique à une pensée de l’imaginaire prend forme dans une approche des groupes socio-réels, à partir de laquelle elle conceptualise la notion d’imaginaire collectif. Différencié de la notion d’imaginaire social, l’imaginaire collectif résulte de l’appropriation, chaque fois singulière, de « significations imaginaires sociales » instituées, par le travail des subjectivités singulières en interaction dans le groupe. L’imaginaire collectif, comme émergence du sens, est à comprendre comme présentation, création, production. Ce concept a pris place à la frontière de la connaissance des processus de groupes entre approches psychanalytiques et sociologiques.
Ses réflexions actuelles portent sur les évolutions et les transformations des imaginaires sociaux et leurs conséquences sur les modes de subjectivation et de socialisation, telles qu’elles peuvent être appréhendées dans une pratique clinique d’intervention et de recherche. Le malaise contemporain est saisi à travers les turbulences subjectives et intersubjectives en lien avec les enjeux sociaux et culturels de la formation d’une intériorité.

## Publications

### Ouvrages
- Figures de l’imaginaire contemporain, avec Cédric Faure, Paris, EAC, 2015  (ISBN 978-2813001283).
- Crises. Approche psychosociale clinique, avec Jacqueline Barus-Michel et Luc Ridel, Paris, Desclée De Brouwer, 2014 (2e éd.)  (ISBN 9782220065847).
- Le métier d'AMP. Construction d'une identité professionnelle, Paris, Dunod, 2013.  (ISBN 978-2-10-058222-8)
- Analyser ses pratiques professionnelles en formation. Paris, CRDP, 2005  (ISBN 978-2869181748).
- Le désir de penser : construction d'un savoir clinique. Paris, Téraèdre, 2004  (ISBN 978-2912868237).
- L'Imaginaire collectif. Toulouse, Erès, 2004, [rééd. 2009]  (ISBN 978-2749211329)
- La figure de l'autre dans l'École Républicaine. Paris, PUF, 2002  (ISBN 978-2130532446).
- L'enfant Rêvé. Significations imaginaires d'une école nouvelle. Paris, Armand Colin, 1989,  [rééd. L'Harmattan, 2005]  (ISBN 978-2747586306).
- Florence Giust-Desprairies et Jocelyne Ajchenbaum, Histoires d'enseignants : Paroles croisées de deux générations, Paris, PUF, 2022 (ISBN 2130833004).

#### Poésie
- L'enfance, l'herbe, Poésie/première, Paris, 2013.
- Une jetée de cendres. Concerto, Paris, 2012.
- L'aube fragmentée. L'Harmattan (Poésie), 2007.
- Aux racines des combes. La Bartavelle (Poésie), 2003.
- L'ombre bleue de l'argile. Athènes, Ammos (Poésie), 2000.

### Ouvrages dirigés ou codirigés
- Le Laboratoire de changement social. 40 ans d'histoire, avec Vincent de Gaulejac, Paris, L'Harmattan, coll. « Changement social », no 18, 2013  (ISBN 978-2-343-01297-1).
- La recherche clinique en sciences sociales, avec Vincent de Gaulejac et Ana Massa, Toulouse, Érès, 2013,  (ISBN 978-2-7492-3720-6).
- Le sujet à l'épreuve du social, Paris, L’Harmattan, 2010.
- Entre social et psychique : questions épistémologique, Paris, L’Harmattan, 2009.
- Formation clinique et travail de la pensée, avec Mireille Cifali, Bruxelles, De Boeck, coll. « Perspectives en éducation & formation », 2008  (ISBN 978-2-8041-5915-3).
- De la clinique : engagement pour la formation et la recherche, avec Mireille Cifali, Bruxelles, De Boeck, coll. « Perspectives en éducation & formation », 2006  (ISBN 978-2-8041-5244-4).
- Processus de création et processus cliniques. avec Mireille Cifali et Thomas Périlleux, Paris, PUF, coll. « Formation et pratiques professionnelles », 2015  (ISBN 978-2130729952).

### Articles et chapitres d'ouvrages récents
- Une métapsychologie de l’intersubjectivité. Entretien avec René Kaës, Nouvelle revue de psychosociologie, 2015/2, no 20, p. 263-268.
- Chercher l’événement pour se sentir vivant. Entretien avec Boris Cyrulnik, par F. Giust-Desprairies & André Lévy, Nouvelle revue de psychosociologie, no 19, 2015/1, p. 221-233.
- Penser le groupe : enjeux historiques et théoriques d’un engagement social in René Kaës et al. Crises et traumas à l'épreuve du temps, Paris, Dunod, Coll. « Inconscient et Culture », 2015  (ISBN 9782100724413).
- Masculin/féminin : le changement dans la matérialité des corps. Entretien avec Georges Vigarello, Nouvelle revue de psychosociologie, no 17, 2014/1, p. 177-187.
- La rationalité instrumentale comme utopie de la sortie de l'hétéronomie et ses avatars. Les Cahiers Castoriadis no 8, Presses de l'université Saint-Louis, Bruxelles, 2013.
- Illusions et désillusions de la rationalité instrumentale, in Mireille Cifali & Thomas Périlleux, Les métiers de la relation malmenés, p. 35-55, Paris, L'Harmattan coll. « Savoir et formation », 2012  (ISBN 978-2-296-96677-2).
- Le penseur intempestif,  in Georges Gaillard, Patricia Mercader, J.-M. Talpin, La partialité comme atout dans les sciences humaines, Inpress, 2011  (ISBN 978-2848352213).
- Instaurer une démarche clinique d’analyse de pratique aujourd’hui : un bras de fer épistémologique, Nouvelle revue de psychosociologie, no 11, 2011/1, p. 99-125.
- Clinique de la violence entre déterminismes sociaux et psychique, in Abou Ndiaye, Dan Ferrand-Bechmann (dir.), Violences et société. Regards sociologiques, Paris, Desclée de Brouwer, coll. « L’Époque en débat », 2010, présentation  (ISBN 978-2220062297).